# Partito della Coalizione Islamica

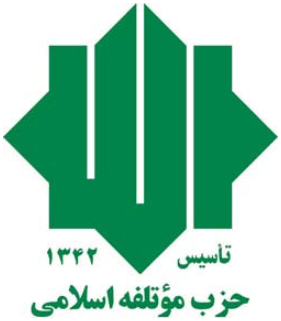

Il Partito della Coalizione Islamica (in persiano: Ḥezb-e moʾtalefa-ye eslāmi) è un partito politico iraniano. È stato fondato nell'aprile 1963 ma legalizzato solo l'11 dicembre 1990.